# Claudia Nichterl

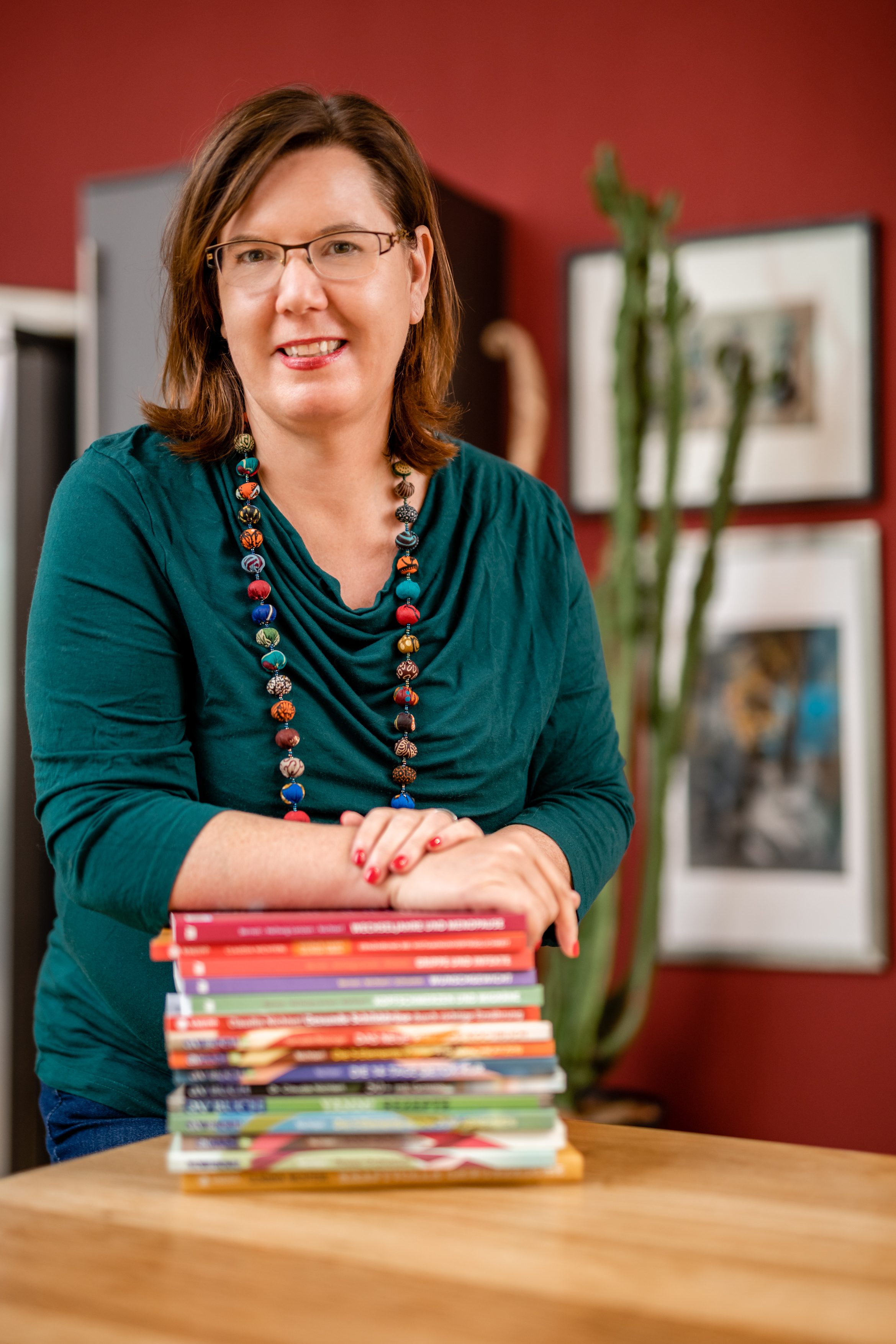
Claudia Nichterl (2020)

Claudia Nichterl (geboren 1967 in Amstetten) ist eine österreichische Ernährungsberaterin und Sachbuchautorin. Ihr Schwerpunkt ist die „integrative Ernährung“, die sie als Kombination aus Traditioneller Chinesischer Medizin (TCM), moderner Ernährungswissenschaft und Psychologie versteht.

## Beruflicher Werdegang
Nach Studium und Promotion in Ernährungswissenschaften absolvierte Nichterl eine Ausbildung in „TCM-Diätetik“ und arbeitete ab 2002 als Ernährungsberaterin. Von 2009 bis 2019 war sie Inhaberin eines Kochstudios in Wien. In der 2019 von ihr gegründeten „Akademie für integrative Ernährung GmbH“ werden Kurse durchgeführt, in das Curriculum ging die Erfahrung einer 2010 für die Österreichische Akademie für Psychologie (AAP) entwickelten Weiterbildung zur „Integrativen Ernährung“ ein.
Nichterl ist Vizepräsidentin des österreichischen Kneippbundes.

## Veröffentlichungen (Auswahl)
- Integrative Ernährung – ein ganzheitliches Konzept zur Prävention und Ernährungstherapie (Springer Verlag)
- Die neue 5 Elemente Küche (AV-Verlag)
- 5 Elemente Küche für Schwangere und Stillende (AV-Verlag)
- 50+ mit Genuss (AV-Verlag)
- Power Food für Schule und Beruf (AV-Verlag)
- Power Frühstück 2 – Kraftvoll in den Tag (AV-Verlag)
- Gesunde Schilddrüse durch richtige Ernährung (Kneipp Verlag)
- einfach essen bei Laktose u. Fruktose Unverträglichkeit (Kneipp Verlag)
- einfach essen bei Histamin-Unverträglichkeit (Kneipp Verlag)
- Grippe und Infekte – Yang Sheng (oekom Verlag)
- Kopfschmerzen und Migräne – Yang Sheng (oekom Verlag)
- Wechseljahre und Menopause – Yang Sheng (oekom Verlag)